# Curtis Callan
Curtis Gove Callan Jr. (nacido el 11 de octubre de 1942) es un físico teórico estadounidense y profesor universitario distinguido de física James S. McDonnell en la Universidad de Princeton. Ha realizado investigaciones en teoría de calibres, teoría de cuerdas, instantones, agujeros negros, interacciones fuertes y muchos otros temas. Fue galardonado con el Premio Sakurai en 2000 ("Por su formulación clásica del grupo de renormalización, sus contribuciones a la física instantánea y a la teoría de monopolos y cuerdas") y la Medalla Dirac en 2004.

## Biografía
Callan recibió su B.Sc. en física de Haverford College. Luego realizó estudios de posgrado en física en la Universidad de Princeton, donde fue estudiante de Sam Treiman. Callan recibió su doctorado en física en 1964 después de completar una tesis doctoral titulada "Modelos cosmológicos esféricamente simétricos".
Su doctorado. Los estudiantes incluyen a Vijay Balasubramanian, William E. Caswell, Peter Woit, Igor Klebanov y Juan Maldacena.
Callan es mejor conocido por su trabajo sobre la invariancia de escala rota (ecuación de Callan-Symanzik) y también ha realizado importantes contribuciones a la teoría cuántica de campos y la teoría de cuerdas en las áreas de dinámica de dyon - fermiones, solitones de cuerdas y agujeros negros.
Callan ha sido miembro del grupo asesor de defensa JASON desde 1968 y fue presidente del grupo de 1990 a 1995. Se desempeñó como presidente de la Sociedad Estadounidense de Física (APS) en 2010. Fue elegido miembro de la APS en 1971.
Callan fue elegido miembro de la Academia Estadounidense de Artes y Ciencias en 1987 y miembro de la Academia Nacional de Ciencias en 1989.